# Mount Linn
Mount Linn, také South Yolla Bolly Mountain nebo v plurálu South Yolla Bolly Mountains, je hora v Tehama County, na severozápadě Kalifornie.
S nadmořskou výškou 2 467 m je nejvyšší horou Kalifornského pobřežního pásma,
které se rozkládá v délce více než 600 kilometrů podél pobřeží Tichého oceánu ze severozápadu Kalifornie až téměř k městu Santa Barbara na jihu Kalifornie. Mount Linn s prominencí 1 467 m také náleží k nejprominentnějším vrcholům v Kalifornii.
Hora je pojmenovaná podle senátora za Missouri Lewise F. Linna. V současnosti častěji používaný název South Yolla Bolly Mountain pochází z jazyka indiánského kmene Wintu a značí zasněžený vrchol.